# الجغرافية (بطليموس)

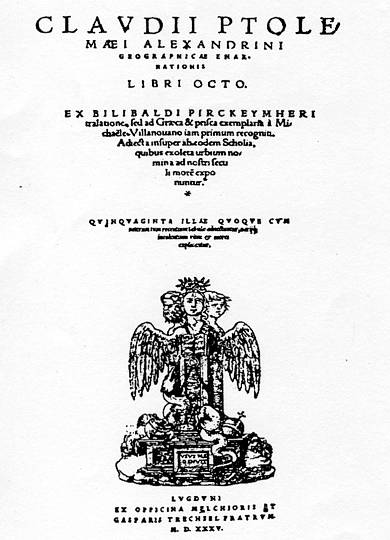
الصفحة الرئيسية من النسخة الإنكليزية رقم 1535 من كتاب الجغرافيا

الجغرافيا (بالإنجليزية: Geography)‏، (باليونانية: Γεωγραφικὴ Ὑφήγησις)‏ نقحرة: Geōgraphikḕ Hyphḗgēsis) معجم جغرافي وأطلس ودراسة عن علم رسم الخرائط، كتبه كلاوديوس بطليموس باللغة اليونانية في الإسكندرية سنة 150 م، وقد جمع فيه كل المعلومات عن جغرافيا العالم التي كانت متوفرة في الأمبراطورية الرومانية في القرن الثاني، ويعتبر هذا الكتاب من أهم مؤلفات بطليموس ذات القيمة التاريخية إلى جانب كتابه «الأطروحة الكبرى» أو ما يسمى (المجسطي) باليونانية.
كان هذا المعجم أساسا عبارة عن مراجعة وتنقيح لمعجم سابق ولكنه مفقود اليوم يسمى أطلس مارينوس (عالم الجغرافيا ورسم الخرائط اليوناني)، قام بطليموس بتأليفه أعتمادا على معاجم جغرافية للإمبراطورية الرومانية والفارسية، وقد كان لترجمته إلى اللغة العربية في القرن التاسع وإلى اللاتينية في عام 1406 تأثير كبير على المعرفة الجغرافية والطرق التقليدية لرسم الخرائط في الحضارة الإسلامية وعصر النهضة في أوروبا.

## مخطوطة الكتاب
أغلب أعمال بطليموس في العصور القديمة كانت عبارة عن أطالس (جمع أطلس) مع خرائط مرفقة، بالرغم من أن بعض العلماء يعتقدون أن هذه الخرائط تمت إضافتها إلى أعمال بطليموس في أوقات لاحقة.
لا توجد أي مخطوطة يونانية لكتاب «الجغرافيا» تعود إلى ما قبل القرن الثالث عشر. عثر على رسالة كتبها الراهب البيزنطي مكسيموس بلانودز يقول فيها أنه بحث عن مخطوطة الكتاب في دير كنيسة تشورا (أو خورا) في صيف عام 1295 ؛ وربما يكون أحد أقدم النصوص الباقية لمخطوطة كتاب «الجغرافيا» هي تلك التي قام مكسيموس بتجميعها.

## وصف الكتاب والمحتوى
كان أهم ابتكار لبطليموس في كتابه «الجغرافيا» هو تسجيل خطوط الطول والعرض بالدرجات لحوالي 8000 موقع على خريطة العالم، مما جعل من الممكن عمل نسخة طبق الأصل من خريطته. وبالتالي أصبح هناك صورة واضحة ومفصلة للعالم المأهول بالسكان كما كان معروفًا في زمن الإمبراطورية الرومانية.
يتكون كتاب (الجغرافيا) من ثلاثة أقسام، مؤلفة من 8 كتب أو مجلدات. القسم الأول الذي يحتوي على الكتاب الأول هو عبارة عن مقدمة عن رسم الخرائط، يتحدث عن مشكلات الإسقاطات، أي إسقاط الإحداثيات الواقعة على مجسم كروي (مثل الأرض) على ورقة مسطحة. أما الجزء الثاني الذي يتكون من الكتاب (الثاني إلى بداية السابع) فهو عبارة عن معجم جغرافي يحدد خطوط الطول والعرض للعالم المعروف لدى الرومان القدماء. أما باقي الكتاب السابع فيذكر تفاصيل عن ثلاثة إسقاطات جغرافية لاستخدامها في بناء خريطة للعالم متفاوتة في التعقيد. اما الكتاب الثامن فيشكل أطلسًا للخرائط الإقليمية.
تضمن كتاب الجغرافيا أخطاءً فادحةً سببها هو سوء تقدير بطليموس لحجم الكرة الأرضية، حيث حَسَب لها حجمًا أصغر من حجمها الحقيقي. أما خريطة العالم التي رسمها بطليموس ففيها أخطاء كثيرة في ما يتعلق بالحجم والدقة مقارنة بالخرائط الحديثة، ومن نتائج خطأ الحساب هذا أنه دفع كولومبوس لإساءة تقدير الزمن المستغرق للوصول إلى ما كان يظنه آسيا بالإبحار غربًا.
ابتكر بطليموس أيضًا طريقتين لرسم شبكة من الخطوط على خريطة مسطحة لتمثيل دوائر خطوط الطول والعرض على الكرة الأرضية. تعطي شبكته انطباعًا عن أن سطح الأرض شكله كروي وأن الأرض لها حدود، وقد حافظ بطليموس على تناسق المسافات.
لم يكن كتاب بطليموس الجغرافي معروفًا في أوروبا حتى عام 1300 تقريبًا، عندما بدأ الباحثون البيزنطيون في إنتاج العديد من نسخ المخطوطات. والعديد من الخرائط في ذلك الوقت تم رسمها بواسطة خبراء اعتمدوا على خرائط بطليموس. ولاحقا قام الإيطالي جاكوبو أنجيلو بترجمة كتاب بطليموس إلى اللغة اللاتينية عام 1406. وظهرت أول نُسخة مطبوعة من الكتاب في روما عام 1477.

### دراسة رسم الخرائط
كانت الخرائط في أوروبا يتم رسمها استنادا إلى المبادئ العلمية التي وجدت منذ زمن إراتوستينس في القرن الثالث قبل الميلاد. قام كلاوديوس بطليموس بتحسين معالجة إسقاطات الخرائط. وقدم تعليمات حول كيفية رسم خرائطه في القسم الأول من كتابه.

### المعجم الجغرافي

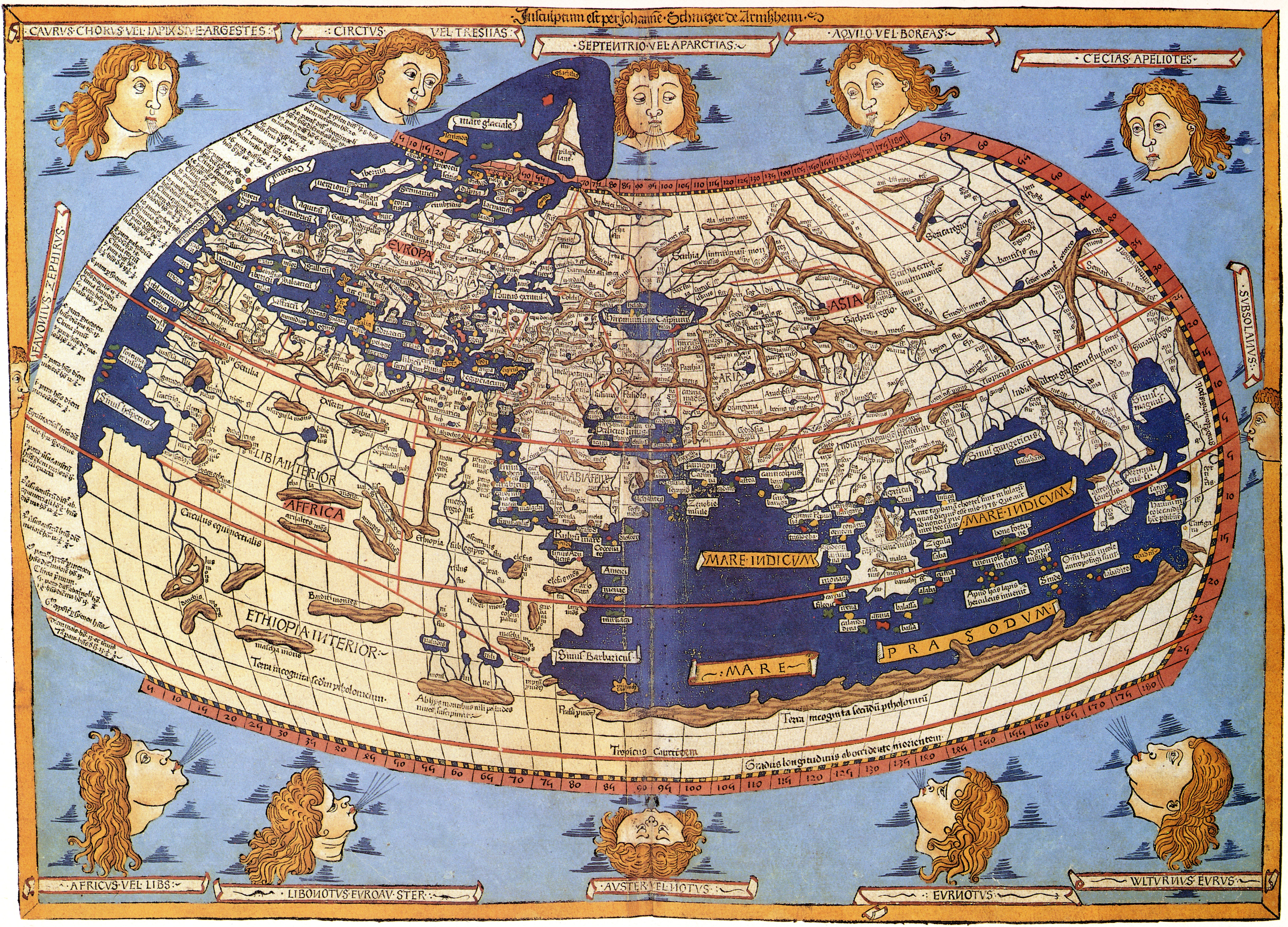
خريطة العالم التي رسمها بطليموس ويظهر فيها جزيرة سيريلانكا وشبه جزيرة سيناء

كانت إحداثيات خطوط الطول والعرض في كتاب بطليموس مذكورة لجميع الأماكن والمعالم الجغرافية في المعجم، وقد عبر كلاوديوس بطليموس عن خط العرض بنظام الدرجات من خط الاستواء (النظام الذي يقسم الدائرة إلى 360 جزء متساوي يسمى كل جزء درجة)، وهو نفس النظام الذي لا يزال مستخدما حتى اليوم. استخدم كلاوديوس بطليموس أجزاء من الدرجة بدلاً من الدرجة الواحدة نفسها. وكان خط الطول الأول بالنسبة له هو الخط الذي يمر بجزر فورشينت (Fortunate Isles) في المحيط الأطلسي الواقعة في أقصى الغرب من جزر الكناري. تمتد الخرائط في كتاب بطليموس على طول 180 درجة من جزر فورشينت في المحيط الأطلسي إلى الصين. كان بطليموس متأكدا جدا من أن سكان أوروبا لا يعرفون سوى ربع الكرة الأرضية.

### الأطلس
اشتمل كتاب بطليموس على خريطة واحدة للعالم كبيرة الحجم وقليلة التفاصيل، وعلى خرائط إقليمية متفرقة وأكثر تفصيلاً. كانت المخطوطات اليونانية الأولى للكتاب التي عثر عليها ماكسيموس بلانودز تحتوي على ما يقارب 64 خريطة إقليمية. وقبل القرن الخامس عشر تم استكمال هذه الخرائط الأساسية بخرائط إقليمية إضافية تصورعلى سبيل المثال الدول الاسكندنافية.